# 'n Zomerzotheid
 'n Zomerzotheid is een Nederlandse musical, in opdracht van de KRO gemaakt door Nico Hiltrop naar het gelijknamige boek van Cissy van Marxveldt. De musical werd voor het eerst op 14 januari 1972 uitgezonden.

## Verhaal
Het verhaal gaat over een groepje meisjes dat uit logeren gaat. Naast het logeeradres woont een jonker (Willem Nijholt) met zijn chauffeur (Hans Pauwels). De wat bekakte Ella (Ine Veen) vertelt in de tuin aan de andere meisjes dat ze een jonker uit duizenden kan herkennen. De geamuseerde jonker heeft dit gesprek echter afgeluisterd, en wisselt van plaats met zijn chauffeur die zich bij Ella voordoet als jonker. Een en ander leidt tot de nodige komische verwikkelingen.

## Hoofdrolspelers
- Ida Bons
- Martin Brozius
- Bert Dijkstra
- Wieteke van Dort
- Mariëlle Fiolet
- Ab Hofstee
- Maélys Morel
- Willem Nijholt
- Jessica van Olden
- Hans Pauwels
- Jacco van Renesse
- Ger Smit
- Mela Soesman
- Jaap Stobbe
- Ine Veen
- Wiebe van der Velde
- Lies de Wind

## Trivia
- In 2003 werd het populaire televisiestuk herschreven tot musical die veel succes in de schouwburgen had.